# John Cecil Latter
John Cecil Latter, britanski general, * 1896, † 1972.